# Mellicta paleatincta
Mellicta paleatincta är en fjärilsart som beskrevs av Ruggero Verity 1913. Mellicta paleatincta ingår i släktet Mellicta och familjen praktfjärilar. Inga underarter finns listade i Catalogue of Life.